# Cantó de Gif-sur-Yvette
El cantó de Gif-sur-Yvette és un cantó francès del departament d'Essonne, situat al districte de Palaiseau. Des del 2015 té 12 municipis.

## Municipis
- Bièvres
- Boullay-les-Troux
- Bures-sur-Yvette
- Gif-sur-Yvette
- Gometz-la-Ville
- Les Molières
- Pecqueuse
- Saclay
- Saint-Aubin
- Vauhallan
- Verrières-le-Buisson
- Villiers-le-Bâcle

## Història
| Data d'elecció                           | Identitat       | Partit | Qualitat |
| ---------------------------------------- | --------------- | ------ | -------- |
| 1976-1998                                | Michel Pelchat  | UDF    |          |
| 1998-2004                                | Louis Sangouard | PS     |          |
| 2004-                                    | Michel Bournat  | UMP    |          |
| les dades anteriors no són pas conegudes |                 |        |          |
|                                          |                 |        |          |

## Demografia
| A partir de 1990: Població sense dobles comptes |